# Pterorhachis zenkeri
Pterorhachis zenkeri är en tvåhjärtbladig växtart som beskrevs av Harms.. Pterorhachis zenkeri ingår i släktet Pterorhachis och familjen Meliaceae. Inga underarter finns listade i Catalogue of Life.